# Tor Carpelan
Tor Harald Carpelan, född 18 december 1867 i Uskela, död 9 mars 1960 i Helsingfors, var en finlandssvensk friherre, universitetstjänsteman och genealog, brorson till Karl Johan Carpelan.
Carpelan var sekreterare vid Helsingfors universitet 1902–1935, och utgav bland annat den uppskattade Finsk biografisk handbok (2 band, 1895–1905) och Helsingfors universitets lärare och tjänstemän från år 1828 (1920–25) samt Ättartavlor för de på Finlands Riddarhus inskrivna ätterna (i 3 delar). Han promoverades 1936 till filosofie hedersdoktor vid Helsingfors universitet. Han deltog också aktivt i grundandet av Åbo Akademi.
Carpelan gjorde en viktig insats i den person- och släkthistoriska forskningen i Finland, som släktforskare, matrikelförfattare och som utgivare av värdefulla historiska dokument.
Carpelan var även ledamot av styrelsen för Svenska folkskolans vänner i ett halvt sekel och var länge viceordförande och ordförande.